# II (보이즈 투 멘의 음반)
《II》(투)는 1994년에 발매된, 보이즈 투 멘의 두 번째 정규 음반이다. 2집의 첫 싱글 "I'll Make Love to You"는 미국 빌보드 핫 100 차트 1위를 기록하였고, 곧이어 후속곡으로 나온 두 번째 싱글 "On Bended Knee" 역시 1위를 기록하였다. 보이즈 투 멘은 엘비스 프레슬리와 비틀즈 이후로 30년 만에 본인 스스로가 미국 차트 1위를 다시 탈환한 3번째 가수가 되었다. 또 다른 싱글 "Water Runs Dry"는 2위, "Thank You"는 21위, "Vibin'"은 52위를 기록했다. 1995년 37회 그래미 최우수 R&B 음반상을 수상했다.

## 수록 곡 목록
1. "Thank You" – 4:34
2. "All Around the World" – 4:56
3. "U Know" – 4:46
4. "Vibin'" – 4:26
5. "I Sit Away" – 4:34
6. "Jezzebel" – 6:06
7. "Khalil" (Interlude) – 1:41
8. "Trying Times" – 5:23
9. "I'll Make Love to You" – 3:56
10. "On Bended Knee" – 5:29
11. "50 Candles" – 5:06
12. "Water Runs Dry" – 3:22
13. "Yesterday" – 3:07
14. "Fallin'" – 4:08

## 차트
| 연도 | 차트           | 순위      |
| ---- | -------------- | --------- |
| 1994 | 빌보드 200     | 1위       |
| 1994 | 호주 앨범 차트 | 1위 (4주) |

## 같이 보기
- 미국에서 가장 많이 팔린 음반 목록